# Upolín
Upolín (Trollius) je rod rostlin z čeledi pryskyřníkovité (Ranunculaceae). Jedná se o trvalky (pereny).

## Popis
Jedná se o vytrvalé byliny s krátkými silnými oddenky. Lodyha je většinou přímá. Listy jsou střídavé, bazální i lodyžní, dolní jsou řapíkaté, horní až přisedlé. Čepele jsou zpravidla hluboce dlanitě členěné, okraje jsou hrubě zubaté. Květy jsou jednotlivé či po několika málo ve vrcholíku. Kališní lístky jsou petaloidní (napodobují korunu), zpravidla je jich 5–9, někdy až 30, nejčastěji žluté barvy, řidčeji bílé, oranžové až purpurové. Korunní lístky jsou úzké, čárkovité až podlouhlé, na bázi nesou nektaria,. jich je nejčastěji 5–25. Tyčinek je mnoho, nejčastěji 20–70. Gyneceum je apokarpní a je složeno z mnoha plodolistů (nejčastěji 5–28). Plodem je měchýřek, měchýřky jsou uspořádány do souplodí.

## Rozšíření

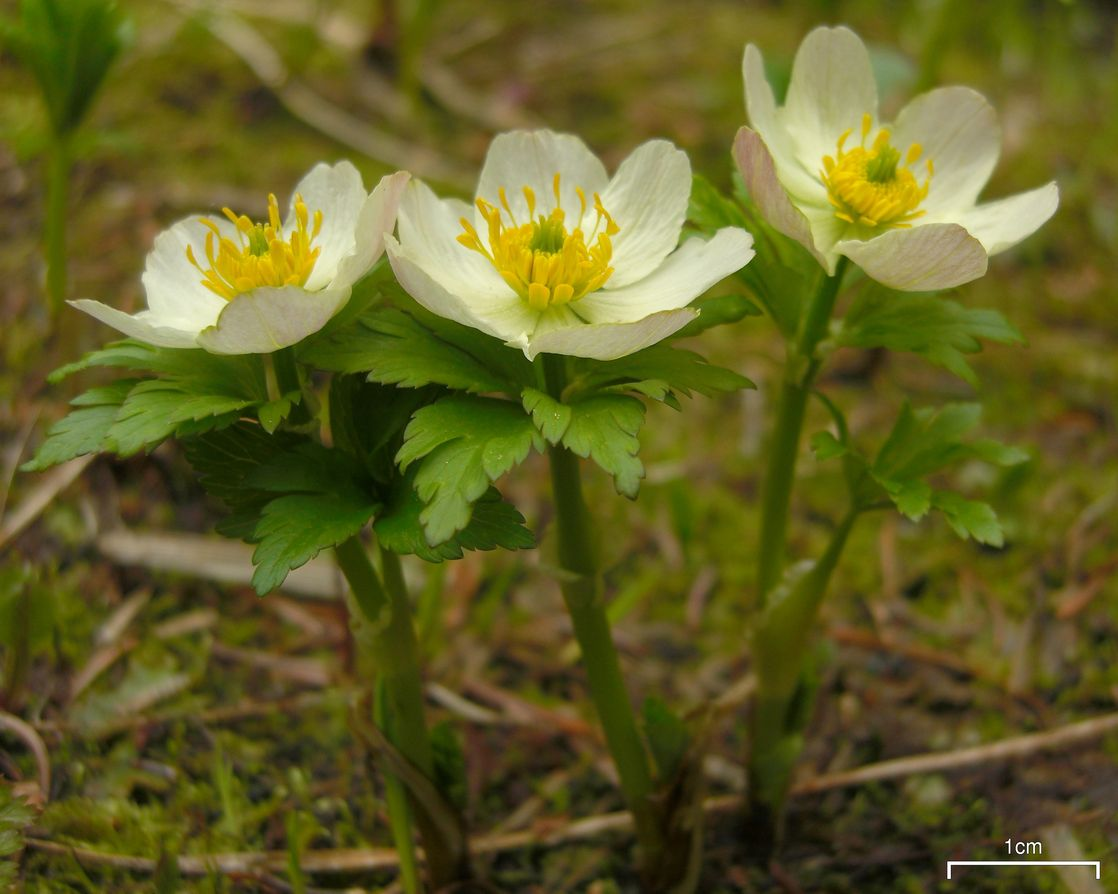
Severoamerický druh Trollius albiflorus

Je známo asi 30 druhů, které jsou rozšířeny v mírném až chladném pásu Evropy, Asie a Severní Ameriky. Ve střední Evropě jsou pouze 1–2 druhy (záleží na taxonomickém pojetí).

## Druhy
- Trollius acaulis - Himálaj
- Trollius albiflorus - Severní Amerika
- Trollius altaicus - Asie
- Trollius altissimus - Evropa
- Trollius apertus - severní Evropa a Rusko
- Trollius asiaticus - Sibiř, Mongolsko, Čína
- Trollius buddae - Čína až Barma
- Trollius chinensis - SV Čína a Japonsko (Honšú)
- Trollius dschungaricus - centrální Asie
- Trollius europaeus - Evropa
- Trollius farreri - Čína
- Trollius hondoensis - Japonsko (Honšú)
- Trollius japonicus - Japonsko, Čína
- Trollius laxus - Severní Amerika
- Trollius ledebourii - východní Asie
- Trollius lilacinus - Altaj
- Trollius macropetalus - východní Asie
- Trollius micranthus - Čína, Tibet
- Trollius pumilus  - Himálaj, Čína
- Trollius ranunculinus - Turecko, Kavkaz, Írán
- Trollius ranunculoides - Čína
- Trollius riederianus - východní Asie, Japonsko, Aljaška
- Trollius taihasenzanensis - Čína
- Trollius vaginatus - Čína
- Trollius yunnanensis - Čína

## Zajímavost
Podle databáze serveru mapy.cz se název upolín vyskytuje v jediném místním názvu, a tím je ulice Upolínová v Praze 5 – Motole.